# تپه توبره ریز ۵
تپه توبره ریز ۵ مربوط به دوران پارینه‌سنگی میانی است و در شهرستان کرمانشاه، بخش مرکزی، دهستان دورود فرامان، ۱/۵ کیلومتری شمال غرب روستای توبره ریز، ۲ کیلومتری شرق روستای ده سواران واقع شده و این اثر در تاریخ ۱۸ اسفند ۱۳۸۷ با شمارهٔ ثبت ۲۴۹۱۵ به‌عنوان یکی از آثار ملی ایران به ثبت رسیده است.